# Toyota Stadium (Texas)
Das Toyota Stadium  ist ein Fußballstadion in der US-amerikanischen Stadt Frisco im Bundesstaat Texas. Das Stadion wurde am 6. August 2005 eröffnet und ist die Heimat des MLS-Fußballclubs FC Dallas. Die Baukosten beliefen sich auf etwa 80 Millionen US-Dollar.

## Das Stadion
Das Stadion hat eine Kapazität von 20.500 Sitzplätzen. Ähnlich dem Toyota Park hat das Toyota Stadium eine permanente Konzertbühne an der Nordseite statt einer Zuschauertribüne. Es gibt 18 Logen für zahlungskräftige Fans. Eröffnet wurde das Stadion am 6. August 2005 mit einem Spiel zwischen dem FC Dallas und den New York MetroStars, das mit einem 2:2-Unentschieden endete. 
Neben dem Stadion hat das Gelände 17 weitere Fußballfelder mit Natur- und Kunstrasen. Der FC Dallas nutzt diese Plätze als Trainingsgelände sowie als Spielstätte für die Reservemannschaften. Des Weiteren werden auf diesen Plätzen Jugendturniere ausgetragen. 

## Eigentümer
Der Eigentümer ist die Stadt Frisco. Die Verwaltung und das operative Geschäft übernimmt die Frisco Soccer, LP.

## Sponsoring
Im 2005 wurden die Namensrechte für das Stadion an die Restaurantkette Pizza Hut veräußert. Im Januar 2012 endete das Sponsoring und die Sportstätte wurde in FC Dallas Stadium umbenannt.
Am 17. September 2013 übernahm Toyota die Namensrechte des Stations. Die umliegenden Plätze werden seitdem auch Toyota Soccer Center genannt.

## Wichtige Spiele
Am 13. November 2005 wurde der MLS Cup 2005 im Pizza Hut Park ausgetragen. Die Los Angeles Galaxy schlug New England Revolution mit 1:0 nach Verlängerung. Ein Jahr später war die Anlage erneut Veranstaltungsort des MLS Cup. Diesmal gewannen die Houston Dynamo mit 5:4 nach Elfmeterschießen gegen die New England Revolution. 